# Rhodia (Tochter des Danaos)
Rhodia (altgriechisch Ῥοδία Rhodía) ist in der griechischen Mythologie eine Tochter des Danaos, des Königs von Libya. Sie zählt daher zu den Danaiden. Ihre Mutter war entweder Atlanteie oder Phoibe, beide Hamadryaden, mit denen Danaos neun weitere Töchter hatte.
Bei der Massenhochzeit der 50 Töchter des Danaos mit den 50 Söhnen des Aigyptos, bei der das Los über die Paarbildungen entschied, wurde ihr Chalkodon, der Sohn einer arabischen Mutter, als Gemahl zugewiesen. Wie all ihre Schwestern mit Ausnahme der Hypermestra tötete sie ihren Ehemann in der Hochzeitsnacht.